# Amazon Spheres
Le Amazon Spheres sono tre conservatory sferici che fanno parte del campus della sede centrale di Amazon a Seattle, città principale dello Stato di Washington negli Stati Uniti.
Progettate da NBBJ e dalla società paesaggistica Site Workshop, le tre cupole di vetro sono ricoperte da pannelli esacontaedri pentagonali e fungono da sala per i dipendenti e spazio di lavoro. Le sfere, alte da tre a quattro piani, ospitano 40.000 piante, oltre a spazi per riunioni e negozi al dettaglio. Si trovano sotto l'edificio Amazon Tower I in Lenora Street. Il complesso è stato aperto ai dipendenti di Amazon il 30 gennaio 2018. Le sfere sono riservate principalmente ai dipendenti di Amazon, ma sono anche aperte al pubblico attraverso visite settimanali della sede centrale e una mostra al piano terra.